# Lillian Hayward
Lillian Hayward (de son vrai nom Lillian Hayward White) (née le 22 octobre 1868 à Wooden Valley (Californie), et morte le 13 juin 1947 à Chico, en Californie) est une actrice américaine de cinéma de la période du muet.

## Biographie
Lillian Hayward épouse le réalisateur Francis Boggs en 1895 et divorce neuf ans plus tard, en 1904.
Elle est la mère de Jacqueline Hayward.
Elle termina sa carrière d'actrice au début des années 1920.

## Filmographie partielle
- 1912 : Monte-Cristo
- 1912 : His Masterpiece
- 1912 : In Exile
- 1912 : The Indelible Stain
- 1912 : The Polo Substitute
- 1912 : The Lake of Dreams
- 1912 : The Great Drought
- 1912 : The Substitute Model
- 1912 : A Humble Hero de Frank Montgomery
- 1912 : Goody Goody Jones de Frank Montgomery
- 1912 : The Old Stagecoach
- 1912 : The Man from Dragon Land
- 1912 : Miss Aubry's Love Affair
- 1912 : The God of Gold
- 1912 : Opitsah: Apache for Sweetheart
- 1912 : The Junior Officer
- 1912 : Sammy Orpheus ou The Pied Piper of the Jungle
- 1912 : The Vow of Ysobel
- 1912 : Pansy
- 1912 : The Box Car Baby
- 1913 : A Revolutionary Romance
- 1913 : The Early Bird de Colin Campbell
- 1913 : The Story of Lavinia
- 1913 : Vengeance Is Mine
- 1913 : Alas! Poor Yorick!
- 1913 : The Hoyden's Awakening de Lem B. Parker
- 1913 : With Love's Eyes de Lem B. Parker
- 1913 : Hiram Buys an Auto
- 1913 : The Noisy Six
- 1913 : The Wordless Message
- 1913 : Alone in the Jungle
- 1913 : When Lillian Was Little Red Riding Hood
- 1913 : When Men Forget
- 1913 : Songs of Truce
- 1913 : A Wild Ride
- 1913 : The Ne'er to Return Road
- 1913 : Hope
- 1914 : The Tragedy of Ambition
- 1914 : The Uphill Climb
- 1914 : In Defiance of the Law
- 1914 : The Midnight Call
- 1914 : The Wilderness Mail
- 1914 : The Mother Heart
- 1914 : Etienne of the Glad Heart
- 1914 : Memories
- 1914 : While Wifey Is Away
- 1916 : Why Love Is Blind
- 1917 : Her Heart's Desire
- 1917 : The Love of Madge O'Mara
- 1918 : Little Orphant Annie de Colin Campbell